# Morpho athena
Morpho athena é uma borboleta neotropical da família Nymphalidae, subfamília Satyrinae e tribo Morphini, endêmica da região sudeste do Brasil (Espírito Santo, Rio de Janeiro e São Paulo) em altitudes acima de 800 metros. Foi descrita em 1966 por Luiz Soledade Otero a partir de material coletado em Teresópolis (Rio de Janeiro). Visto por cima, o padrão básico da espécie (macho) apresenta asas translúcidas de coloração azul pálido com as pontas das asas anteriores de coloração enegrecida e com desenhos característicos de mesma tonalidade em sua superfície, semelhantes aos encontrados em Morpho epistrophus (Fabricius, 1796). Vista por baixo, apresenta asas de igual coloração, onde se destaca uma sequência de seis ocelos com anéis de coloração amarela nas asas posteriores. Estes ocelos são pouco desenvolvidos, chegando a formar uma linha no verso das asas. O dimorfismo sexual é acentuado, com as fêmeas maiores e menos frequentes. Em seu estudo, Otero (1966) separou M. athena da espécie de baixada, M. epistrophus (na época classificada com o nome de Morpho laertes), por encontrar diferenças nos ovos e lagartas. Estas últimas são de coloração avermelhada, em grupos de até cinquenta na ponta de árvores de Ingá, diferindo de epistrophus apenas por não haver ocelos sobre a linha branca que está em seu dorso.[carece de fontes?] Crisálida de coloração verde.

## Hábitos
Adrian Hoskins cita que a maioria das espécies de Morpho, quando adultas, passa as manhãs patrulhando trilhas ao longo dos cursos de córregos e rios. Nas tardes quentes e ensolaradas, às vezes, podem ser encontradas absorvendo a umidade da areia, visitando seiva a correr de troncos ou alimentando-se de frutos em fermentação. Segundo Otero, M. athena voa de março a abril na região serrana do Rio de Janeiro.

## Nomenclatura
O seguinte nome vernáculo é citado para esta espécie: "Azulão branco".

## Taxonomia
De acordo com o professor Patrick Blandin (2007), a denominação científica de M. athena passou a ser M. iphitus (C. Felder & R. Felder, 1867).